# Les Filles du Golden Saloon
Pour plus de détails, voir Fiche technique et Distribution.
Les Filles du Golden Saloon est un film franco-belge réalisé par Gilbert Roussel en 1975.

## Synopsis
En Californie, en 1850, la petite ville de Harriba Lannana change de gouverneur. Celui-ci est un homme sans scrupule, qui, entouré d'une bande peu recommandable, fait enlever des jeunes filles pour les livrer au Golden Saloon.

## Fiche technique
- Titre original : Les Filles du Golden Saloon
- Autres titres francophones : Les Orgies du Golden Saloon ou Les Filles du salon doré[1]
- Titre anglais ou international : The Girls of the Golden Saloon
- Titre italien : La Ragazza del Golden Saloon
- Titre espagnol : Las Chicas del Golden Saloon
- Réalisation : Gilbert Roussel (sous le nom William Russel)
- Scénario : Henri Bral de Boitselier
- Musique : Daniel White
- Production : Marius Lesoeur, Daniel Lesoeur, Pierre Quérut
- Société(s) de production : Eurociné, Brux International Pictures
- Pays d’origine :  France,  Belgique
- Langue originale : français
- Format : couleur — son Mono
- Genre : comédie érotique, aventures, western
- Durée : 81 minutes
- Année de production : 1973[1]
- Dates de sortie : France : 23 avril 1975[1]
- Censure : interdit aux moins de 18 ans[1]

## Distribution
- Sandra Julien : Molly
- Evelyne Scott : Daisy
- Alice Arno : Heplabelle
- Roger Darton : Sabata
- Gilda Arancio : Sabine
- Michel Charrel : Ringo
- Allan Spencer : Richard
- France Nicolas : Foufoune
- Claude Boisson : Lassiter
- Daniel White : Le pianiste
- Claude Janna